# Макссон, Льюис
Льюис У. Макссон (англ. Lewis W. Maxson; 2 июля 1855, Амадор, Калифорния — 2 июля 1916, Балтимор) — американский стрелок из лука, чемпион летних Олимпийских игр 1904 года.
На Играх 1904 года в Сент-Луисе Макссон участвовал во всех мужских дисциплинах. Он стал чемпионом в командном первенстве. Также, он занимал 12-е место в двойном американском круге и 13-е в двойном йоркском.